# Rekrut (powieść)
Rekrut (ang. The Recruit) – kryminalno-przygodowa powieść angielskiego pisarza Roberta Muchamore’a napisana w 2004 roku. Pierwszy tom cyklu CHERUB. Głównym bohaterem serii jest James Adams - członek fikcyjnej, supertajnej angielskiej agencji rządowej CHERUB.

## CHERUB
CHERUB – angielska organizacja wywiadowcza, szkoląca i zatrudniająca agentów w wieku od dziesięciu do siedemnastu lat. Prezesem CHERUB jest dr Terence McAfferty.  

Powód, dla którego CHERUB odnosi sukcesy, jest prosty – dorośli nie podejrzewają, że mogą szpiegować ich dzieci!

Oficjalnie nieletni agenci nie istnieją.

## Bohaterowie

### Agenci CHERUB-a
- James Adams (James Robert Choke) - dwunastoletni chłopak, osierocony przez matkę, która umarła przez połączenie leków z alkoholem. Ma przyrodnią siostrę Laurę. Po śmierci matki trafia do domu dziecka. Pewnej nocy zostaje przetransportowany do CHERUB na wstępną rozmowę i dostaje czas, by przemyśleć propozycję, czy chce stać się tajnym agentem. Po podjęciu decyzji zostaje poddany wstępnej próbie, którą pozytywnie przechodzi. Udaje mu się także zaliczyć piekielnie ciężkie szkolenie podstawowe. Jego pierwszą misją jest powstrzymanie organizacji Help Earth!.
- Laura Adams (Laura Zoe Onions) - przyrodnia siostra Jamesa. Ojca widuje rzadko, ponieważ jest alkoholikiem i nie myśli o rodzinie. Jednak po śmierci matki przejmuje nad nią opiekę. Znęca się nad Laurą i jest podejrzewany o nielegalny przemyt papierosów, dlatego dziewczynka trafia do domu dziecka i zostaje agentką CHERUB, gdzie zaczyna nowe życie.
- Kyle Blueman - współlokator Jamesa w domu dziecka. Agent CHERUB biorący udział w misji poszukiwania nowych agentów.
- Kerry Chang (Ling Chang) - podczas szkolenia podstawowego jest w parze z Jamesem. Pomagają sobie, by przejść je bez większych problemów. Ona pokazuje mu krótsze przejścia, a on stara się, by nie musiała obciążać chorego kolana.
- Amy Collins (Jennifer Amy Pegg) - szesnastoletnia agentka. Uczy Jamesa pływać, by mógł podejść do szkolenia podstawowego. Będąc jego przybraną siostrą pomaga mu wypełnić pierwszą misję.

### Rodzina Jamesa Adamsa
- Gwen Choke - matka Jamesa i Laury. Kradnąc, dorobiła się fortuny. Umiera przez połączenie leków i alkoholu.
- Ron Onions - przybrany ojciec Jamesa i biologiczny ojciec Laury. Jest alkoholikiem. Przez swoją chorobę traci kontakt z córką.

## Adaptacje

### Audiobook
Audiobook został wydany w Polsce w 2012 roku, tekst jest czytany przez Jarosława Boberka.

## Odbiór książki przez krytyków
Książka została bardzo dobrze oceniona. Nominowano ją do dziewięciu nagród. W ośmiu zajęła pierwsze miejsce, a w Doncaster Children's Book Award w 2007 roku – drugie. Tygodnik Sunday Express opisał ją jako „Punchy, exciting, glamorous and, what's more, you'll completely wish it was true.”.

## Nagrody
| Nagroda                            | Rok  | Wynik      |
| ---------------------------------- | ---- | ---------- |
| Red House Children's Book Award    | 2005 | Wygrana    |
| Medway Children's Book Award       | 2005 | Wygrana    |
| Bolton Children's Book Award       | 2005 | Wygrana    |
| Bishop Luffa Children's Book Award | 2005 | Wygrana    |
| Salford Children's Book Award      | 2005 | Wygrana    |
| Doncaster Children's Book Award    | 2005 | 2. miejsce |
| Sakura Medal                       | 2007 | Wygrana    |
| Richard and Judy Best Kids' Books  | 2007 | Wygrana    |
| Kingston Young Readers Award       | 2007 | Wygrana    |